# Seututie 230
Pour les articles homonymes, voir Route 230.
La Seututie 230 est une route régionale allant de Urjala à Punkalaidun en Finlande.

## Description
La route longue d'environ 50 kilomètres est entièrement goudronnée. 
La route commence à Urjala à l'intersection de la nationale 9 et de la route régionale 284. 
Elle est vallonnée du côté d'Urjala, en particulier à Urjalankylä.
À l'approche de Punkalaidun, la route devient plate avec des paysages de champs.

## Taikayöntie
La seututie 230 est une route historique, la partie ouest de l'ancienne route principale 57, et elle est une route touristique du Satakunta. 
En tant que route touristique, elle s'appelle Taikayöntie (Route de la nuit magique), qui est le titre de la chanson  Urjalan Taikayö (La nuit magique d'Urjala) composée par Martti Innanen en 1967.